# Martin Schede

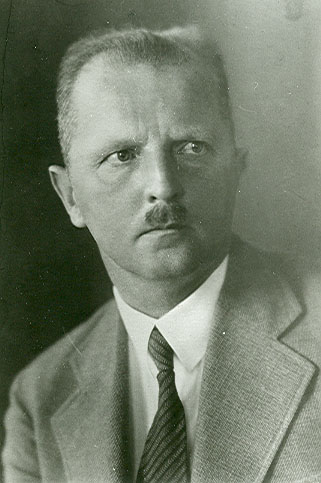
Martin Schede, Bild aus dem Archiv des DAI

Martin Schede (* 20. Oktober 1883 in Magdeburg; † Februar 1947 in Gomlitz) war ein deutscher Klassischer Archäologe und von 1937 bis 1945 Präsident des Archäologischen Instituts des Deutschen Reiches.

## Leben
Schede studierte in München, Heidelberg, Berlin und Leipzig Klassische Archäologie, Kunstgeschichte und Alten Geschichte. 1909 wurde er mit seiner Dissertation über Simaornamentik, Entwicklung des Anthemien- und Rankenmotivs in Leipzig promoviert.
Von 1910 bis 1913 arbeitete er unter Theodor Wiegand bei den Ausgrabungen am Apollontempel in Didyma mit, seit Oktober 1910 auch am Heraion von Samos. 1919 wurde er Kustos und Professor an den Berliner Museen und ging 1924 in Nachfolge von Wiegand als Repräsentant der Preußischen Museen in die Türkei. Aus seiner Tätigkeit ging 1929 die Abteilung Istanbul des Archäologischen Instituts des Deutschen Reiches hervor, deren erster Direktor er wurde. Auf sein Wirken hin beschränkten sich die Forschungen dieses Instituts nicht nur auf die Gebiete des Altertums, sondern reichten bis in die türkische Geschichte. Seit 1926 erforschte Schede mit Daniel Krencker den Tempel des Augustus und der Roma in Ankara. Nach dem Tode Wiegands wurde Schede 1937 zum Präsidenten des Archäologischen Instituts des Deutschen Reiches gewählt. Ab 1943 war er Honorarprofessor an der Friedrich-Wilhelms-Universität in Berlin.
Schede war seit 1939 daneben Präsident der Deutschen Morgenländischen Gesellschaft (DMG). 1940 wurde hier der Arierparagraph endgültig eingeführt. Er führte Verhandlungen mit dem Reichssicherheitshauptamt RSHA, damit deren „Arbeitsgemeinschaft Turkestan“, deren Hauptaufgabe die Ausbildung von Militär-Mullahs für bestimmte SS- und Wehrmachts-Truppen war, der DMG angegliedert wurde. Dieser sog. „Feldmullah“-Komplex gehörte zur „Reichsstiftung für Länderkunde“, die die SS seit Ende 1943 unter wechselnden Namen betrieb. Die geplante Eingliederung in die DMG, die während des Jahres 1944 verhandelt wurde und der Schede laut SS-Protokoll zugestimmt hatte, kam kriegsbedingt nicht mehr zustande.
Schede war seit dem 1. Juni 1937 Mitglied der NSDAP, allerdings wehrte er sich gegen eine ideologische Vereinnahmung der archäologischen Forschung. Schede wurde nach Kriegsende in sowjetische Gefangenschaft genommen und verstarb im Lager Gomlitz.

## Schriften (Auswahl)
- Antikes Traufleisten-Ornament (= Zur Kunstgeschichte des Auslandes 67). Heitz, Strassburg 1909 (Digitalisat).
- Die Burg von Athen. Schoetz & Parrhysius, Berlin 1922.
- Griechische und römische Skulpturen des Antiken-Museums von Konstantinopel (= Meisterwerke der Türkischen Museen zu Konstantinopel Bd. 1). de Gruyter, Berlin u. a., 1928.
- Die Ruinen von Priene. de Gruyter, Berlin 1934
- mit Daniel Krencker: Der Tempel in Ankara. de Gruyter, Berlin 1936